# Lac Schimper
Le lac Schimper est un lac de l'île principale des îles Kerguelen dans les Terres australes et antarctiques françaises (TAAF). Il est situé sur le plateau Central à 163 mètres d'altitude.